# Møsvatn
El llac Møs o Møsvatn (en noruec: Møsvatn) és un llac de Noruega localitzat al sud-oest de la península escandinava, i amb una superfície de 78,31 km² és el dotzè més extens del país i el més gran del comtat. Es troba als municipis de Vinje i Tinn, al comtat de Telemark.
El llac pertany a la conca del riu Skien i desguassa a través del riu Måna al proper el llac Tinn. És a 919 metres sobre el nivell del mar i està regulat per a la producció hidroelèctrica per les preses de Møsvassdammen i Torvehovdammen.
Algunes de les granges de muntanya més grans de Noruega (fjellgårder) es poden trobar a les proximitats del llac. El museu, el centre de visitants de Hardangervidda i el Parc Nacional de Hardangervidda són a prop del llac. Des de Skinnarbu hi ha una excursió en vaixell amb l'M/B Fjellvåken fins a la localitat de Mogen.

## Història
A la riba del llac hi ha molts vestigis d'antics pobladors de l'edat de Pedra.
El 19 de novembre de 1942, com a part dels esforços per sabotejar la producció alemanya d'aigua pesada, les tropes de paracaigudistes haguessin aterrat al congelat llac Møsvatn, prop de la planta hidroelèctrica de Vemork, gestionada per Norsk Hydro, prop de Rjukan. Aquest esforç no va tenir èxit, però en última instància els noruecs van detenir l'activitat de producció d'aigua pesant i van ajudar a limitar el programa alemany d'investigació d'armes nuclears.